# جوئل توره
جوئل توره (به انگلیسی: Joel Torre) با نام کاملخوزه ریزالون دیلون توره (به انگلیسی: Jose Rizalino "Joel" De Leon Torre)(زاده ۱۹ ژوئن ۱۹۶۱) بازیگر فیلیپینی است.
از فیلم‌های معروف او می‌توان به بازی در فیلم مرگ زیبا اشاره کرد.